# Liriomyza vitrimentula
Liriomyza vitrimentula är en tvåvingeart som beskrevs av Mitsuhiro Sasakawa 1994. Liriomyza vitrimentula ingår i släktet Liriomyza och familjen minerarflugor. Inga underarter finns listade i Catalogue of Life.